# NGC 181
NGC 181 je galaksija u zviježđu Andromeda.

## Vanjske poveznice
- SEDS: NGC 0181